# Ponts de Port Mann
Les deux ponts routiers de Port Mann permettent de franchir le fleuve Fraser, à proximité de son embouchure, à Vancouver (Colombie-Britannique). Le premier pont, en arc, terminé en 1964, s'est révélé insuffisant face aux besoins, et a été remplacé en 2012 par le nouveau, haubané.

## Le premier pont
Le premier pont de Port Mann fut ouvert le 12 juin 1964. Il comportait 2 × 2 voies, et fut nommé d'après la municipalité de Port Mann, dans la municipalité de Surrey, qu'il desservait au sud du fleuve. L'agglomération de Vancouver était alors peuplée d'environ 800 000 habitants (En 2010, l'agglomération compte plus de 2 400 000 habitants).

## Le second pont

### Contexte
Dans les années 2000, avec la croissance très rapide de l'agglomération de Vancouver (qui s'est effectuée surtout dans le Greater Vancouver : en 1960, la municipalité rassemblait près de la moitié de la population de l'agglomération, alors que dans les années 2000 elle n'en compte plus que le quart), le pont ne suffit plus à absorber le trafic local. Il supporte jusqu’à quatorze heures d'embouteillage par jour. La construction d'un nouvel ouvrage s'impose.

### Construction
La principale caractéristique du nouveau pont est sa largeur, imposée par les objectifs de trafic (jusqu'à 300 000 véhicules par jour). Le nouveau pont compte 2 × 5 voies (50 mètres de chaussée automobile, plus deux voies d'arrêt d'urgence et cinq mètres de voie dédiés aux circulation douces.

### Péage
Le nouvel ouvrage est payant, afin de rentabiliser sa construction et son entretien. Toutefois, afin de ne pas contrarier les objectifs de fluidité du trafic automobile, il convenait de ne pas créer une barrière de péage ; le maître d'ouvrage du projet s'est donc tourné vers une solution de péage automatique. C'est le pôle technologique de SANEF qui a mis en place une solution redondante de visée optique et de vérification magnétique : une prise vidéo identifie la plaque avant, puis arrière, du véhicule, dont les caractéristiques physiques (gabarit) sont contrôlées par laser et vérifiées par les boucles magnétiques insérées dans la chaussée. Tous les véhicules dotés du badge spécifique à cette infrastructure sont de plus identifiés. Le prélèvement est automatiquement effectué sur le compte de l'utilisateur, les non abonnés recevant une facture chez eux. La garantie de paiement est effectuée par l'impossibilité de renouveler l'assurance auto tant que le paiement est déficient.

### Accidents
Des incidents se sont produits à plusieurs reprises lors de l'hiver 2012-2013. Des morceaux de glace qui s'étaient formés sur les haubans tombent sur les véhicules circulant sur le pont, provoquant de nombreuses ruptures de pare-brises,.